# Mladějovice
Mladějovice är en ort i Tjeckien.   Den ligger i regionen Olomouc, i den östra delen av landet, 200 km öster om huvudstaden Prag. Mladějovice ligger 246 meter över havet och antalet invånare är 637.
Terrängen runt Mladějovice är platt åt sydväst, men åt nordost är den kuperad.Runt Mladějovice är det ganska tätbefolkat, med 144 invånare per kvadratkilometer. Närmaste större samhälle är Olomouc, 17,5 km söder om Mladějovice. Trakten runt Mladějovice består till största delen av jordbruksmark.